# Igor Yudin
Igor Yudin est un joueur australien de volley-ball, né le 17 juin 1987 à Iekaterinbourg (URSS). Il mesure 2,00 m et joue attaquant. Il totalise 94 sélections en équipe d'Australie.

## Clubs
| Club                  | Pays    | De        | À         |
| --------------------- | ------- | --------- | --------- |
| Telemig Celular/Minas | Brésil  | 2005-2006 | 2005-2006 |
| Jastrzębski           | Pologne | 2006-2007 | 2010-2011 |
| AZS Olsztyn           | Pologne | sep 2011  | jan 2012  |
| Neftianik Iaroslav    | Russie  | fév 2012  | mai 2012  |

## Palmarès
- Championnat d'Asie et d'Océanie (1)
  - Vainqueur : 2007
- Challenge Cup
  - Finaliste : 2009
- Championnat de Pologne
  - Finaliste : 2007, 2010
- Championnat de Pologne
  - Finaliste : 2007, 2010
- Coupe de Pologne (1)
  - Vainqueur : 2010